# 宇田誠
宇田 誠（うだ まこと、1934年9月5日 - 2013年12月5日）は、広島県福山市出身の実業家。元広島銀行頭取、広島商工会議所会頭。

## 来歴
1934年、福山市生まれ。早稲田大学政治経済学部卒。
1957年、広島銀行に入行。以降広銀岡山支店長や取締役総合企画部長、専務営業総本部長など歴任する。
1994年、広銀頭取に就任すると、バブル崩壊以降の不良債権処理に尽力し経営安定に務め、海外路線に向かっていた銀行を地域重視路線へと舵取りし、広銀の再建に尽力した。1997年全国地方銀行協会副会長に就任。2000年頭取を退き広銀会長に、2006年広銀特別顧問に就任する。
また広銀会長時代の2004年、広島商工会議所会頭に就任した。任期中、MAZDA Zoom-Zoom スタジアム広島着工に向け広島財界を取りまとめ、建設にこぎつけた。旧広島市民球場跡地開発にも積極的に取り組んだ。2007年に退任。
一方で、2002年から2013年まで広銀系列のひろしま美術館理事長兼館長、2001年から2008年までサンフレッチェ広島F.C後援会会長などとして活躍している。
2013年12月5日午前4時50分、広島市内の病院にて死去。79歳没。